# María del Carmen Pérez Díe
María del Carmen Pérez Díe   (Madrid, 1953) és una egiptòloga, conservadora i investigadora espanyola. Des de 1980 treballa al Museu Arqueològic Nacional com a Conservadora Cap del Departament d'Antiguitats Egípcies i de l'Orient Pròxim. El 1991 va ocupar la direcció del Museu Arqueològic Nacional fins a l'any 1997.
Actualment és membre de diferents comitès i associacions com el Comitè International pour L'Egyptologie, l'Associació Espanyola de Egiptologia i del Comitè Espanyol per al salvament de Tiro.

## Carrera
Després d'especialitzar-se en Egiptologia i Museologia al Caire i París, Pérez Díe va continuar amb els seus estudis universitaris a la Universitat Complutense de Madrid on va obtenir el seu Doctorat amb Premi Extraordinari en Història antiga (1990) i la tesi de la qual va ser "Heracleópolis Magna durant el Tercer Període Intermedi" basada en el jaciment Heracleòpolis Magna que ella mateixa dirigeix des de 1984.
La seva activitat professional com a investigadora compta amb més de 100 publicacions sobre Egiptologia i Museologia així com la seva ocupació com conferenciant en Universitats, Museus i Congressos i realitzar comissariats de nombroses exposicions relacionades amb Egipte, Sudan i Orient Pròxim.

## Premis i reconeixements
Ha rebut diversos premis com el Premio Nacional de la Sociedad Geográfica Española (2009), la Condecoració de la Encomienda de Número de la Orden de Isabel la Católica concedida pel Ministeri d'Assumptes Exteriors (2009) i la Medalla de Oro del Supreme Council of Antiquities d'Egipte (2010).

## Obres
- Un nuevo vaso egipcio de alabastro en España. Homenaje al prof. Martín Almagro Basch, Vol. 2, 1983, ISBN 84-7483-348-5
- EL túmulo 1 de la necrópolis de "Las Cumbres" (Puerto de Santa María, Cádiz) amb Diego Ruiz Mata. Tartessos: Arqueología protohistórica del bajo Guadalquivir / coord. por María Eugenia Aubet Semmler, 1989, ISBN 84-86329-48-5
- V Congreso Internacional de Egiptología. Sefarad: Revista de Estudios Hebraicos y Sefardíes, ISSN 0037-0894, Año 49, Nº. 1, 1989
- Excavaciones de la misión arqueológica española en Heracleópolis Magna. Archivo español de arqueología, ISSN 0066-6742, Vol. 61, Nº 157-158, 1988
- Ehnasya el Medina (Heracleopolis Magna): yacimiento de la misión arqueológica española. Treballs d'Arqueologia, ISSN-e 1134-9263, Nº. 2, 1992
- Precisiones sobre la existencia en Madrid de una momia egipcia presunta hija de Ramses II. Revista de arqueología, ISSN 0212-0062, Nº 182, 1996
- Arqueología en Egipto y Sudán: el proyecto de investigación de Ehnasya el Medina (Heracléopolis Magna), Egipto. Arbor: Ciencia, pensamiento y cultura, ISSN 0210-1963, Nº 635-636, 1998
- El Proyecto "Heracleópolis Magna": investigación arqueológica y restauración amb María Antonia Moreno CifuentesPatrimonio cultural de España, ISSN 1889-3104, Nº. 2, 2009
- Heracléopolis Magna. Sociedad Geográfica Española, ISSN 1577-3531, Nº 36, 2010,
- Memoria de los trabajos realizados en Heracleópolis Magna (Ehnasa el Medina), Egipto. Informes y Trabajos, Nº. 9, 2012